# Гардея (гмина)
Гардея (пол. Gardeja) — сельская гмина (волость) в Польше, входит как административная единица в Квидзынский повет, Поморское воеводство. Население — 8248 человек (на 2004 год).

## Демография
| Перепись                       | Всего   | Всего | Женщины | Женщины | Мужчины | Мужчины |
| ------------------------------ | ------- | ----- | ------- | ------- | ------- | ------- |
| Единицы                        | человек | %     | человек | %       | человек | %       |
| Население                      | 8248    | 100   | 4070    | 49,3    | 4178    | 50,7    |
| Плотность населения (чел./км²) | 42,7    | 42,7  | 21,1    | 21,1    | 21,6    | 21,6    |

## Соседние гмины
1. Гмина Киселице
2. Гмина Квидзын
3. Квидзын
4. Гмина Домброва-Хелминьска
5. Гмина Прабуты
6. Гмина Рогузьно
7. Гмина Садлинки